# Наварен (страва)

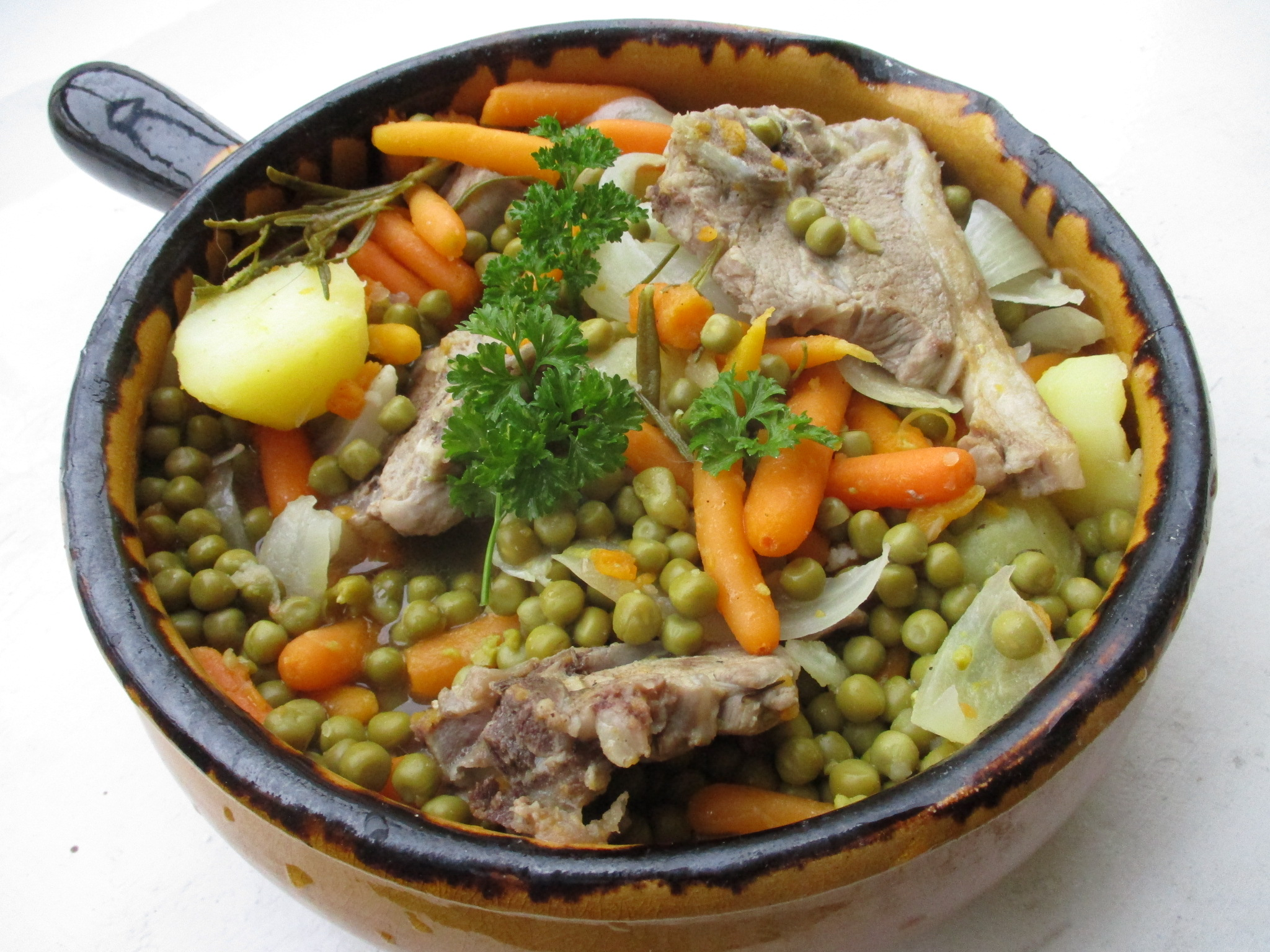
Весняний наварен

Наварен (фр. navarin) — французьке рагу з баранини або ягнятини. Варіант страви, з додаванням весняних овочів (насамперед гороху та квасолі) називається navarin printanier («весняний наварен»). Страва була знайома французькій кулінарії задовго до того, як у середині XIX століття отримало назву «наварен». Існує кілька теорій походження нинішньої назви.

## Історія та етимологія
Страва традиційно була відома як Hericoq de mouton — «бараняче рагу». Надалі старофранцузьке слово hericoq, що означало «рагу», вийшло з вживання, і назва страви перетворилася на Haricot de mouton («баранина з квасолею»). Однак, оскільки дана страва далеко не завжди включала квасолю, назва Haricot de mouton почала розглядатися, як «вводить в оману».
У результаті, приблизно у середині ХІХ століття, назва страви змінилася на «Наварен». Французька гастрономічна енциклопедія Ларусса стверджує, що страва, можливо, було перейменована на честь перемоги союзного англо-франко-російського флоту над турецько-єгипетським флотом у Наваринській битві 1827 року. Такий варіант загалом укладався в характерну для Європи на той час парадигму найменування страв на честь важливих історичних подій (наприклад, торт Малахов), проте існують й інші версії. Згідно зі Словником Французької академії, назва страви походить просто від слова navet — «турнепс», оскільки саме турнепс (а не квасоля) був однією з основних інгредієнтів.
Відповідно до третьої, найбільш правдоподібної, версії, було гумористичне зближення слів navet (турнепс) і Наварін пов'язане із прагненням ушляхетнити назву страви. Такої версії, зокрема, дотримується Оксфордський словник англійської мови. Зрештою, у тому ж словнику висловлюється думка, що назва, можливо, могла бути відсиланням до Наварри. Однак, цей варіант менш вірогідний, оскільки до XIX століття Наварен вважався загальнофранцузькою стравою, та й про раннє походження рагу з баранини з ріпою саме з Наварри ніякої інформації немає.

## Інгредієнти
Рецепти багатьох традиційних французьких страв відрізняються, іноді сильно, від регіону до регіону, але основні інгредієнти наварена залишаються незмінними. Огюст Ескоф'є, Сент-Анж, Ежені Бразьє, Марсель Булестен, Елізабет Девід, Крейг Клейборн, Джейн Грігсон, та співавтори роботи «Уроки французької кулінарії» Симона Бек, Луізетт Бертолль і Джулія Чайлд вказують одні й самі основні інгредієнти: баранину чи ягнятину, турнепс (ріпу), цибулю і картоплю.